# Cvinger

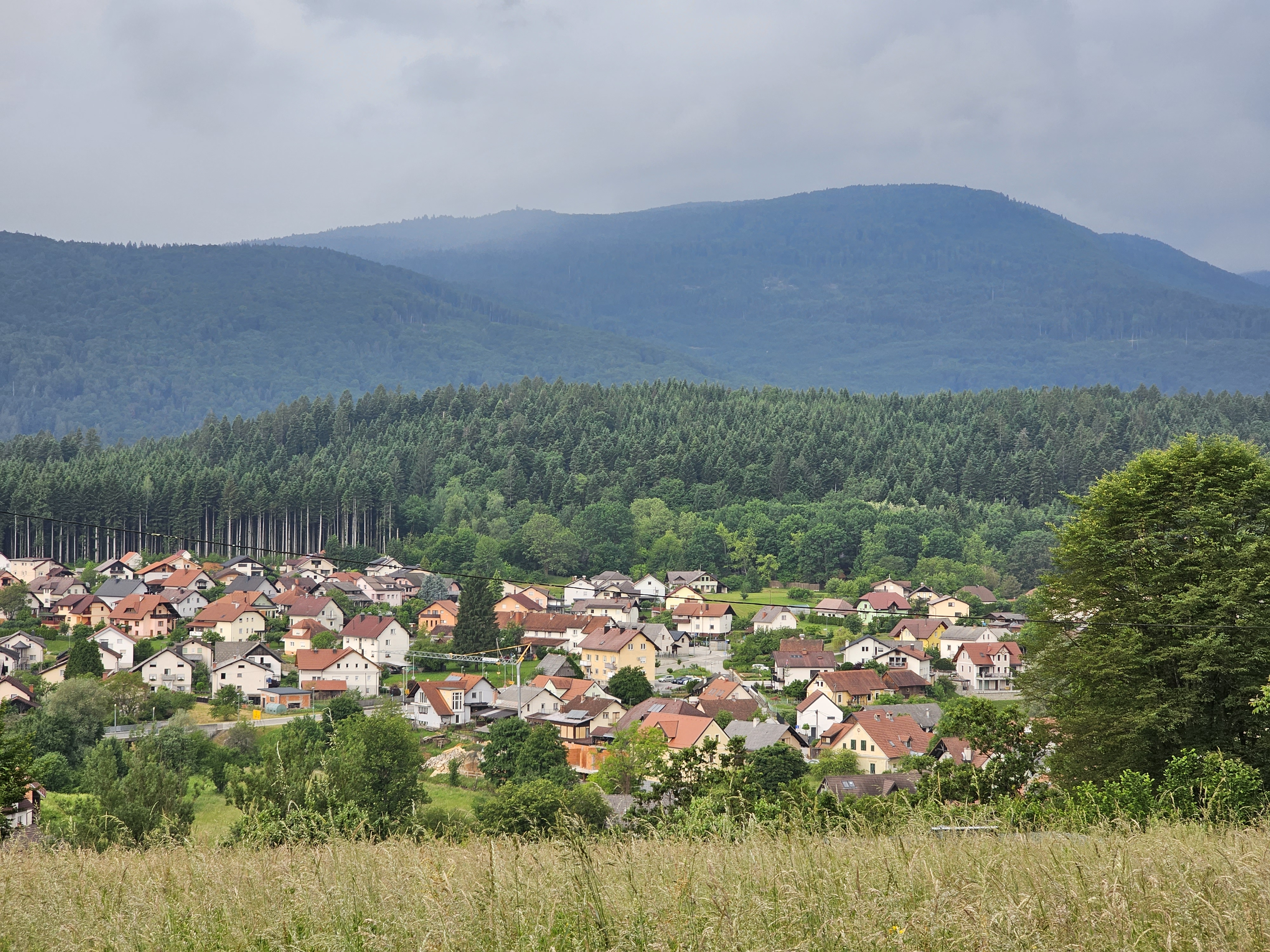
Der Cvinger-Hügel oberhalb von Dolenksje Toplice vor dem Kočevski Rog

Cvinger ist der Name eines Hügels und einer archäologischen Stätte in Dolenjske Toplice, einer Gemeinde in der slowenischen Region Unterkrain. Zahlreiche Hinterlassenschaften aus der Bronzezeit und der Eisenzeit zeugen von einer frühen Besiedlung der Gegend. Die verschiedenen Fundstellen sind durch einen ausgeschilderten Archäologischen Pfad miteinander verbunden und für Interessierte erschlossen.
Seit 1992 ist die Archäologische Stätte Cvinger in die Liste der unbeweglichen kulturhistorischen Denkmäler Sloweniens eingetragen.

## Geographie und Ausgrabungen
Der Cvinger-Hügel hat eine Höhe von 265 m über N.N. Er liegt westlich des gleichnamigen Hauptortes der Gemeinde Dolenjske Toplice, nördlich der Ortschaft Sela und südöstlich des Dorfes Meniška vas.

### Wallburg
Auf dem Gipfel des Cvinger-Hügels liegen die Überreste einer prähistorischen Wallburg, die in der späten Bronzezeit (10. bis 9. Jh. v. Chr.) begründet und zu Beginn der frühen Eisenzeit aufgegeben wurde. Die Siedlung wurde im 6. Jh. v. Chr. wieder besiedelt und blieb bis zum Ende des 4. v. Chr. bewohnt. Teile des zum Teil rekonstruierten Erdwalls sind über den Archäologischen Pfad zugänglich.

### Hügelgräber
In der zweiten Besiedlungsphase wurden mehrere Hügelgräberfriedhöfe angelegt, in denen bereits im 19. Jahrhundert zahlreiche Beigaben nachgewiesen wurden. Ein Gräberfeld namens Branževec befindet sich im gleichnamigen Wald an den Südhängen des Cvinger-Hügels mit Zugang vom Dorf Sela. Die dortigen Grabhügel sind noch sichtbar.

### Eisenverhüttungsstellen
In der Nähe des Friedhofkomplexes wurden mehr als 20 Eisenverhüttungsstellen gefunden.

## Der Name Cvinger
Die slowenische Bezeichnung cvinger findet man an mehreren Orten in der Unter- und Oberkrain als Namen für prähistorische Ringwälle – möglicherweise abgeleitet vom deutschen Wort Zwinger.